# Association of Chief Police Officers
Die Association of Chief Police Officers (ACPO) war ein 1948 gegründeter privatwirtschaftlicher Verband der Führungsebene der Polizeibehörden von England, Wales und Nordirland. Ihm stand als letzter Vorsitzender seit 2009 Chief constable Sir Hugh Orde (QPM) vor. Am 1. April 2015 wurde der Verband aufgelöst und die Nachfolgeorganisation National Police Chiefs’ Council gegründet.

## Hintergrund und Geschichte
Die britische Polizei ist in eigenständige und gleichberechtigte regionale Einheiten unterteilt, die jeweils eine eigene Führungsstruktur besitzen. Obwohl sich die Metropolitan Police mit Sitz im New Scotland Yard als federführend in Großbritannien betrachtet, sind die einzelnen örtlichen Polizeien dennoch unabhängig voneinander. Zur Entwicklung von gemeinsamen polizeilichen Strategien schlossen sich die Führungsspitzen der Polizeien 1948 zu einem Verband zusammen, der auch als Bindeglied zwischen dem Innenministerium und den einzelnen Polizeibehörden dienen sollte. In den letzten Jahren widmete sich der Verband verstärkt der Entwicklung von Strategien zur Bekämpfung von Terrorismus, aber auch der Kriminalprävention, der Erstellung von Gefährdungsanalysen, die Ausarbeitung von forensischen Methoden und der Optimierung der Arbeitsbedingungen für die Beamten.
International bekannt wurde der Verband durch den Fall des Ermittlers Mark Kennedy, der für die Spezialeinheit National Public Order Intelligence Unit (NPOIU) des Verbands tätig war. Kennedy unterhielt mehrere sexuelle Beziehungen in der von ihm infiltrierten Szene, ebenso trat er als Agent provocateur auf.
Kritiker warfen dem Verband eine zu große Einflussnahme auf die Polizeioffiziere auf der einen Seite und auf die Politik auf der anderen Seite vor. Weiterhin war der Verband und seine inoffiziellen Spezialeinheiten im Gegensatz zu den Polizeibehörden als privatrechtliche Organisation nicht der öffentlichen Kontrolle unterworfen. Seit Oktober 2011 fiel der Verband aber unter das britische Informationsfreiheitsgesetz und war wie offizielle Behörden auskunftspflichtig. Weiterhin wurden Informationen aus dem Polizeidatenbanken an interessierte Stellen verkauft und der Aufbau der größten Personen DNA-Datenbank mit unter anderem genetischen Fingerabdrücken von mehr als einer Million bislang nicht strafrechtlich belangten Personen beaufsichtigt.
2013 fand eine unabhängige Untersuchung der Verbandstätigkeit durch den Kommandeur der britischen Landstreitkräfte General Sir Nick Parker statt. Basierend auf dessen Empfehlungen wurde der Verband aufgelöst und durch eine neue Körperschaft, das National Police Chiefs’ Council, ersetzt. Die neue Körperschaft soll transparenter und auch kosteneffizienter die Verbandsaufgaben erfüllen.